# Don Davis (politico)
Donald Gene Davis, detto Don (Snow Hill, 29 agosto 1971), è un politico statunitense, membro della Camera dei Rappresentanti per lo stato della Carolina del Nord dal 2023.

## Biografia
Nato a Snow Hill, Davis prestò servizio militare per otto anni nell'United States Air Force raggiungendo il grado di capitano e studiò presso l'United States Air Force Academy, per poi frequentare anche la Central Michigan University e l'East Carolina University. Lavorò in seguito come docente universitario di studi aerospaziali.
Politicamente attivo con il Partito Democratico, nel 2001 all'età di ventinove anni fu eletto sindaco della sua città natale. Nel 2004 si candidò alla Camera dei Rappresentanti ma abbandonò la competizione prima delle primarie. Rieletto per un secondo mandato da sindaco nel 2005, due anni più tardi si candidò al Senato della Carolina del Nord, la camera alta della legislatura statale. Affrontò nelle elezioni il repubblicano in carica Louis Pate e lo sconfisse. Nel 2010, scontratosi di nuovo con Pate, risultò perdente e lasciò l'assemblea, ma venne rieletto nel 2012 e riconfermato negli anni successivi.
Nel 2022, quando il deputato G. K. Butterfield annunciò il proprio intento di non ricandidarsi nuovamente alla Camera dei Rappresentanti, Davis presentò la propria candidatura per il seggio. Si aggiudicò le primarie democratiche con un'ampia maggioranza e successivamente vinse anche le elezioni generali contro l'avversaria repubblicana, divenendo così deputato.